# Дзабутон

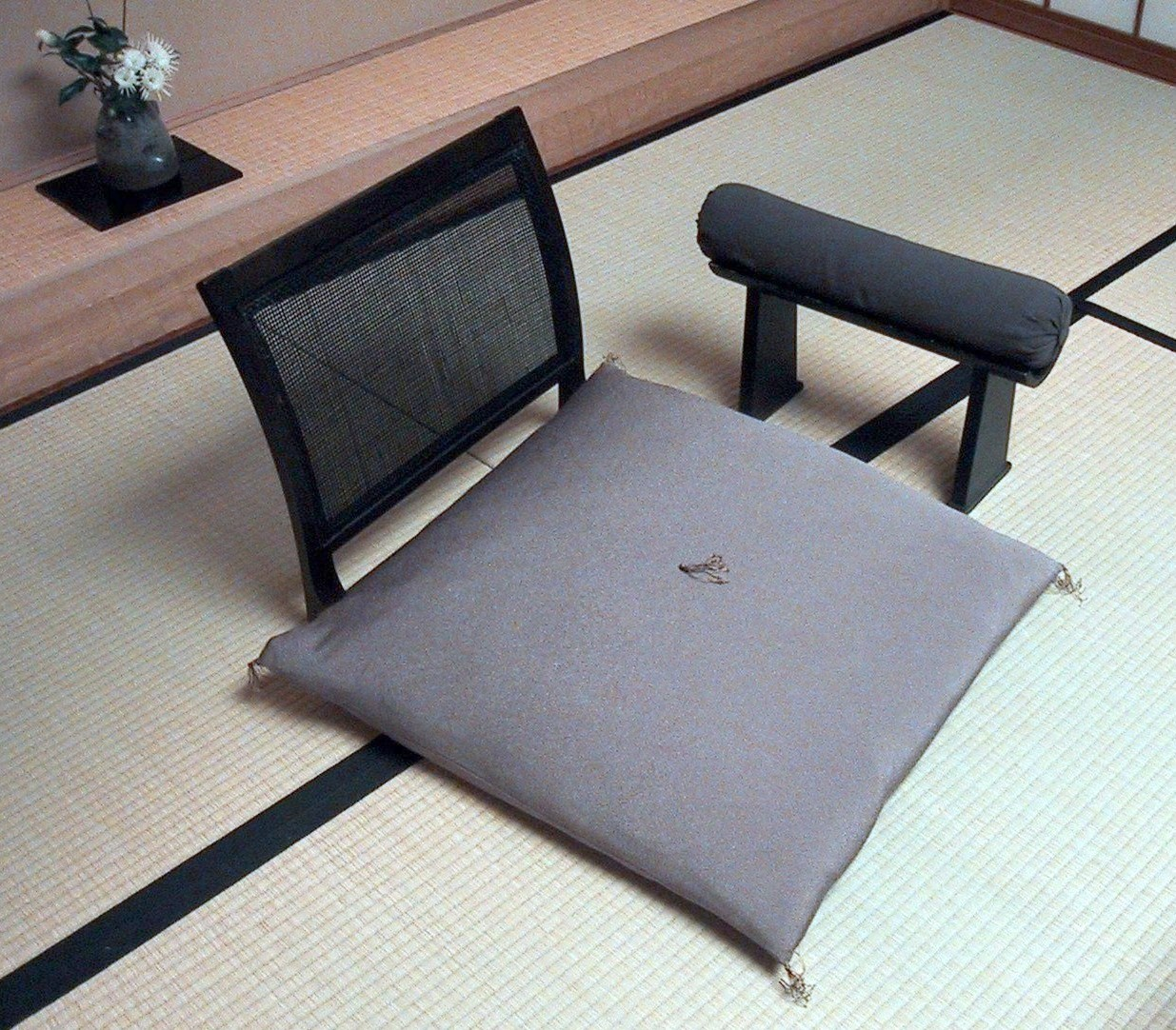
Традиционное японское кресло с дзабутоном

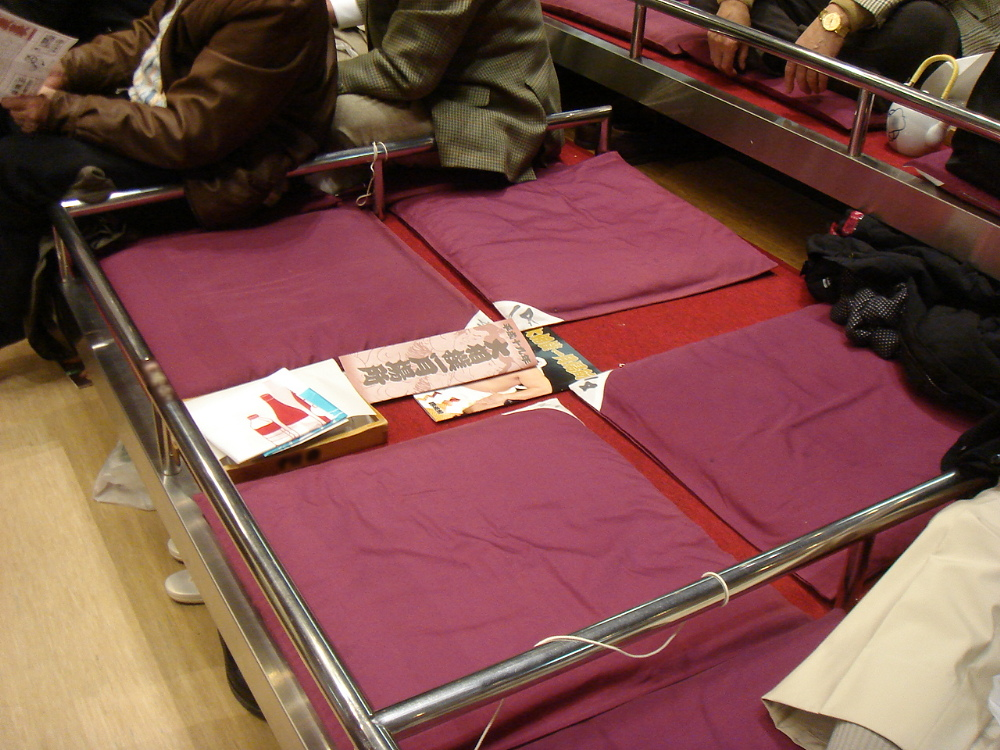
Дзабутон на соревнованиях по сумо

Дзабутон (яп. 座布団) — японская плоская подушка для сидения.
Дзабутон обычно используется для сидения на полу, но его также используют, когда сидят на стуле. Обычно любое место в Японии, предназначенное для сидения на полу, должно быть для комфорта обеспечено дзабутоном. Дзабутон имеет квадратную форму с длиной стороны 50-70 см и толщиной в несколько сантиметров. Дзабутон набивают растительным пухом или хлопчатобумажным ватином. Подушки могут иметь деревянную спинку для удобства. Для сидения на дзабутоне есть две позы — «сэйдза» (человек сидит на пятках, выпрямив корпус) и «агура» (человек сидит, скрестив перед собой ноги).
Дзабутон встречается по всей Японии и используется во многих аспектах культуры:
- Во время медитации в дзэн-буддизме практикующие сидят на дзабутоне.
- В сумо недовольные зрители бросают дзабутон на ринг-дохё.
- В ракуго исполнителям не разрешается подняться с дзабутона на протяжении всего их выступления.
- Участники самого долгоидущего японского телевизионного шоу Shōten получают дзабутон вместо очков.
- В дзидайгэки, согласно устоявшемуся мнению, «авторитетный» заключённый забирает все дзабутоны своих сокамерников.